# Magnus Jensner
Magnus Jensner, född 6 maj 1963, är en svensk museichef.
Magnus Jensner studerat i bland annat konstvetenskap vid Lunds universitet och i Philadelphia i USA. Han har arbetat som kurator fyra år vid Rooseum i Malmö. År 2000 blev han konstintendent vid Helsingborgs konstmuseum och från 2002 förste konstintendent och chef för konstavdelningen på Dunkers kulturhus i Helsingborg till februari 2009, då han som den förste innehavaren tillträdde tjänsten som chef för Moderna museet Malmö.